# 上海市总工会
上海市总工会是中華全國總工會領導下的上海各工會組織的領導機關，成立於1925年5月21日。

## 歷史

### 早期由中共领导的总工会
1925年5月21日，中國共產黨創立上海總工會，李立三擔任委員長，領導工人參與五卅運動。9月18日，上海總工會會所被查封，同時李立三遭到通緝。9月23日，成立上海工人臨時代表會議，暫時代行上海市總工會職責。
1925年11月6日，上海市總工會在閘北中華新路順成里掛牌辦公，標誌著上海市總工會恢復，汪壽華擔任委員長。12月12日，上海市總工會被第二次查封。12月17日，孫傳芳派人殺死上海市總工會副委員長劉華。
1926年1月，上海市總工會第二次恢復。6月27日，上海市總工會被第三次查封。
1926年冬天，恰逢国民革命军北伐，趁著国民革命军逼近上海，上海市總工會第三次恢復，辦公地址選在閘北東橫浜路。不久，上海市總工會正著手發動工人參與上海第二次工人武裝起義時，遭到第四次查封。2000多名工人聞訊後，來到被查封的上海市總工會會所，撕去封條，將會所內的辦公用具搬到印刷總工會會所，作為上海市總工會的臨時辦公處。1927年4月11日，蔣介石指使杜月笙殺死上海市總工會委員長汪壽華。
四一二事件後，上海市總工會轉入地下。八七會議後，中共任命鄭復他為委員長。1928年2月，鄭復他又被殺死。1929年6月，中共江蘇省委組建上海工會聯合會，上海市總工會同時加入該組織。同年下半年上海市總工會撤銷。

### 国民党時期的总工会
1929年5月1日，邮务工会陆京士等在南市召开工界劳动节纪念大会通过一项决议，要求组织上海市总工会。中國国民党上海市党部于1929年8月28日决定成立上海市总工会筹备委员会，整理全市各工会，筹备召开全市工会代表大会，办理工会登记事宜。1929年10月21日南京国民政府公布了《中华民国工会法》，规定只准成立地区性同一产业或同一职业工会或工会联合会，不得成立地区性跨行业的总工会，因此上海市总工会筹委会于1930年7月2日宣布解散。
1931年12月19日，邮务工会陆京士、朱学范等在杜月笙的支持下，召集60多个工会在闸北邮务工会会所举行全市工界代表大会，宣布成立上海特别市总工会。同日，浦东英美烟厂工会的陈培德、商务印书馆工会的后大椿在黄金荣的支持下，召集另一部分工会在南市华商电气工会会所举行全市工界代表大会，宣布成立上海市总工会。两个总工会大打出手。1931年12月31日两个总工会举行联席会议，决定双方合而为一个总工会。1933年1月22日举行第二届全市工界代表大会，正式定名为上海市总工会。

### 中华人民共和国成立后的总工会
中國人民解放軍攻佔上海後，1949年5月31日，上海總工會籌備委員會成立。1950年2月，上海總工會成立。1955年1月，上海總工會改成上海市工會聯合會。1959年8月，名稱恢復為上海市總工會。文革期間，上海市總工會停止運作。1978年9月，上海市總工會恢復運作。

## 外部連結
- 官方网站